# Friedrich Katzer

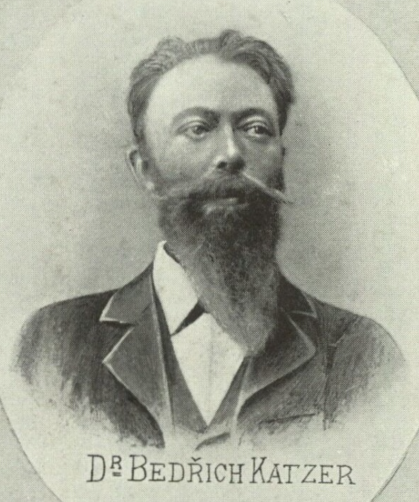
Friedrich (Bedřich) Katzer (um 1899)

Friedrich Katzer, auch Bedřich Katzer (* 5. Juni 1861 in Rokycany; † 3. Februar 1925 in Sarajevo) war ein böhmisch-österreichischer Geologe und Mineraloge.

## Leben
Seine Schulausbildung erhielt Katzer am Realgymnasium in Kuttenberg (heute Kutná Hora) und Prag. Danach studierte (1880–1883) er in Prag an der Technischen Hochschule und an der Karls-Universität. Die Studienzeit beendete er mit dem philosophischen Doktorgrad an der Universität Gießen. Von 1883 bis 1888 wirkte Katzer als Assistent an der Technischen Hochschule von Prag. Danach leitete er bis 1891 die Prüfstation für Baumaterialien in Wrschowitz. Ein Jahr später erschien sein umfangreiches Werk Geologie von Böhmen. Katzer war Schüler und Assistent des Geologen Jan Krejčí.

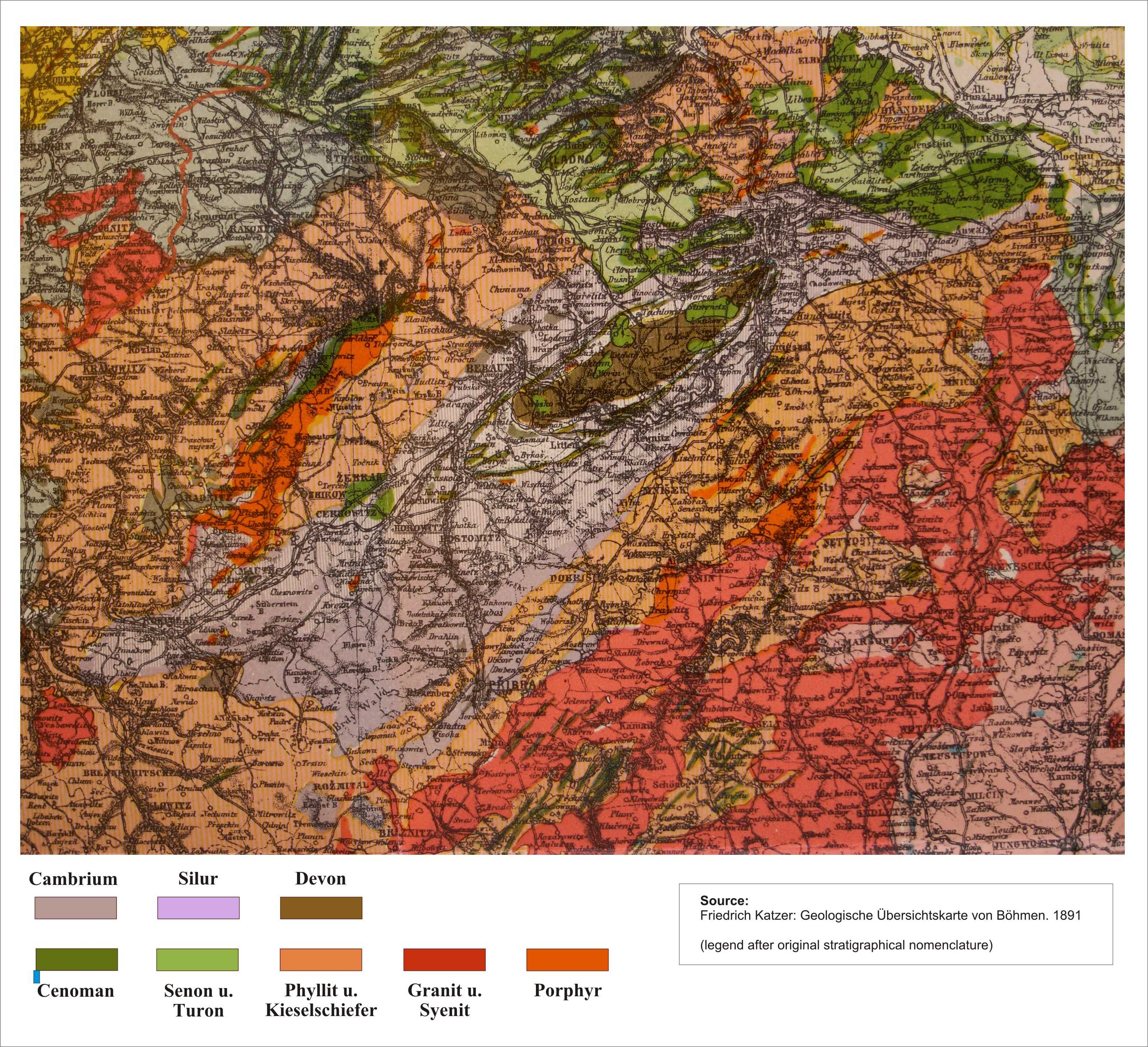
Friedrich Katzer: Geologische Karte von Böhmen, 1891

Von 1892 bis 1895 trat er als Assistent für Mineralogie, Geologie und Lagerstättenlehre in den Dienst der Steiermärkisch-Ständischen Montanlehranstalt von Leoben.
Die drei folgenden Jahre verbrachte Katzer bis 1898 in leitender Stellung und als Staatsgeologe im brasilianischen Bundesstaat Pará. Im Landesmuseum Museu Paraense von Belém errichtete er im mineralogisch-geologischen Bereich verschiedene Sammlungen. Die fast unerträglichen hygienischen und gesundheitlichen Lebensbedingungen zwangen Katzer jedoch zur Rückkehr. Er bewarb sich um eine Stelle in Europa.
Am 15. Juli 1898 übernahm Katzer bei der Berghauptmannschaft Sarajevo die Tätigkeit als Adjunkt und errichtete Ende 1898 eine geologische Dienststelle. In seiner Dienststellung wurde er 1901 Landesgeologe und 1909 Bergrat. Im Jahr 1903 fand in Sarajevo der IX. Internationale Geologenkongress statt. Friedrich Katzer verfasste dafür einen Geologischen Führer und organisierte gemeinsam mit Julius Dreger für die Teilnehmer eine mehrtägige Exkursion durch das Land.
Bis zu seinem Tode war er Direktor der im Jahre 1912 aus der Berghauptmannschaft heraus gegründeten Bosnisch-Hercegovinischen Geologischen Landesanstalt. In dieser Zeit wurden umfassende geologische Erkundungs- und Kartierungsarbeiten durchgeführt. Katzer und weitere Geologen untersuchten die damals bekannten Gold-, Zinnober-, Graphit-, Kupfer-, Schwefel- und Eisenerzlagerstätten. Dadurch entstand eine gründliche Beschreibung dieser Rohstoffquellen, die der späteren industriellen Entwicklung des Landes diente.
Besondere Schwierigkeiten stellten sich den geologischen Arbeiten in den Kriegsjahren 1914–1918 entgegen. Bei den wochenlangen Feldarbeiten der Mitarbeiter kamen landesspezifische Erschwernisse durch unzureichende Verpflegung, schlechte Unterkünfte und Insekten hinzu. Die in Bosnien und Herzegowina gesammelten paläontologischen Proben kamen nicht nur in Sarajevo, sondern auch in Berlin bei Leo Paul Oppenheim (1863–1934) und in Dresden bei Hermann Engelhardt zur Untersuchung.

## Leistungen
Das Standardwerk Geologie Bosniens und der Hercegovina blieb durch den Tod Katzers unvollständig und erschien posthum 1925.
Friedrich Katzer schuf mineralogisch-geologische Sammlungen in Brasilien für das Museum in Belém und das bosnische Landesmuseum in Sarajevo. Unter seiner Leitung erfolgte die erste umfassende geologische Erkundung und Beschreibung der Erzlagerstätten in Bosnien-Herzegowina.

## Publikationen (Auswahl)
- Geologischer Führer durch Bosnien und die Hercegovina. Landesdruckerei, Sarajevo 1903 (zobodat.at [PDF])
- Die fossilen Kohlen Bosniens und der Hercegovina. 2 Bde., Wien, Sarajevo 1918/1921
- Geologie Bosniens und der Hercegovina. 1. Bd.1. Teil, Sarajevo 1924
- Geologie Bosniens und der Hercegovina. 1. Bd.2. Teil, Sarajevo 1925
- geologische Übersichtskarte Bosniens und der Hercegovina 1:200.000